# Iota1 Scorpii
Iota1 Scorpii (ι1 Sco / HD 161471 / HR 6615) es una estrella de magnitud aparente +3,02 en la constelación del Escorpión. Comparte la denominación de Bayer Iota con ι2 Scorpii, pero parece que ambas estrellas no están físicamente relacionadas. Iota1 Scorpii se encuentra aproximadamente a 1790 años luz del sistema solar mientras que Iota2 Scorpii se halla al doble de distancia.
Iota1 Scorpii es una supergigante amarilla de tipo espectral F2Iae con una temperatura superficial de 6700 K. Su luminosidad es 29.000 veces mayor que la luminosidad solar, emitiendo la mayor parte de su radiación como luz visible.
Las supergigantes de este tipo son muy escasas, ya que se encuentran —con un núcleo inerte de helio— en una etapa de transición hacia la fase de supergigante roja.
Con un diámetro 125 veces mayor que el del Sol —equivalente al 60% del tamaño de la órbita terrestre—, Iota1 Scorpii gira sobre sí misma con una velocidad de rotación de al menos 36 km/s, por lo que completa una vuelta en aproximadamente medio año.
Iota1 Scorpii pierde masa estelar a un ritmo más de un millón de veces superior al del Sol. Puede tener una masa aproximada de 12 masas solares, si bien ésta pudiera ascender a 20 masas solares.
Es una candidata para acabar explotando como una brillante supernova.